# Usine d'Arsenal
L'Entreprise d'État de production d'appareils spéciaux Arsenal (ukrainien : Казенне підприємство спеціального приладобудування «Арсенал»), également connue sous le nom d'usine Arsenal, est l'une des usines les plus anciennes et les plus célèbres de Kiev.

## Histoire
L'usine est créée en 1764 en tant qu'installation de réparation et de production de l'armée impériale russe et l'usine était initialement basée dans un complexe de la forteresse de Kiev dans le quartier de Pechersk (Печерськ) de la ville. C'est aujourd'hui une grande entreprise publique. 
C'est en son sein qu'eut lieu l'Insurrection de Janvier de l'arsenal de Kiev qui a commencé le 29 janvier 1918. Avec la Grande guerre patriotique, son cœur de métier étant la fabrication d'armes, l'usine fut délocalisée à Perm devant l'avancée des armées allemandes.

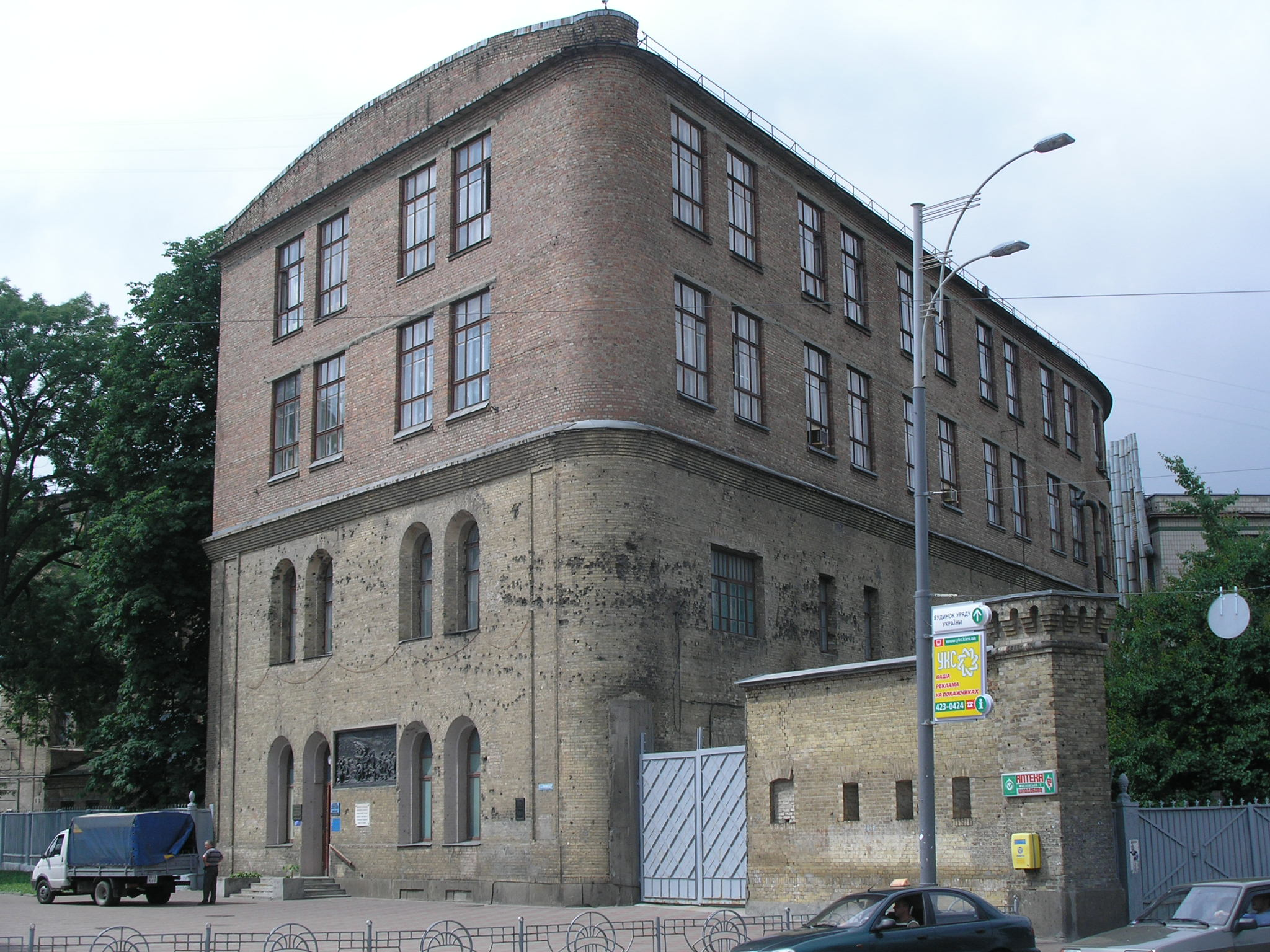
Le bâtiment de janvier 1918.

Les travailleurs de l'usine comprenaient le tireur d'élite Lioudmila Pavlitchenko, qui travaillait comme broyeur à l'usine avant 1941. Après la guerre, la compagnie devint, en partie civile sous le nom Zavod Arsenal, la partie restante travaillant pour l'armement sous différents noms. Employant des milliers de travailleurs, l'entreprise développait une importante branche dédiée à l'optique, pour le programme spatial et fabriquait le Kiev 88.
Après la Perestroïka, puis l'indépendance, les commandes militaires ayant drastiquement chuté, de nombreux employés perdirent leur travail. Arsenal produisant alors des gyroscopes pour le R-360 Neptune, Hrim-2 comme programme d'armement et pour le programme spatial ukrainien.